# Кеї-Кечил (район)
Кеї́-Кечи́л (індонез. Kei Kecil) — один з 6 районів округу Південно-Східне Малуку провінції Малуку у складі Індонезії. Розташований на півночі та у центрі острова Кеї-Кечил, а також на сусідніх дрібних Даар, Годон, Ер, Нгаф. Адміністративний центр — селище Ланггур.
Населення — 51636 осіб (2012; 40336 в 2010).

## Адміністративний поділ
До складу району входять 5 селищ та 17 сіл:
| Населений пункт          | Населення, осіб (2010) |
| ------------------------ | ---------------------- |
| Ваб, село                | 2078                   |
| Варвут, село             | 427                    |
| Дебут, селище            | 1571                   |
| Діан, селище             | 2013                   |
| Ебу, село                | 547                    |
| Ібра, село               | 574                    |
| Келаніт, село            | 1144                   |
| Колсер, село             | 1079                   |
| Ланггур, селище          | 9777                   |
| Летвуан, село            | 1158                   |
| Летман, село             | 1384                   |
| Намар, село              | 1266                   |
| Нгабуб, село             | 456                    |
| Нгаюб, село              | 544                    |
| Нгілнгоф, село           | 427                    |
| Охоїдертавун, село       | 1541                   |
| Охоїджанг-Ватдек, селище | 8701                   |
| Охоїлілір, село          | 267                    |
| Румадіан, селище         | 398                    |
| Сатхеан, село            | 1749                   |
| Тетоат, село             | 947                    |
| Фаан, село               | 1668                   |